# NBA Three-Point Contest
O NBA Three-Point Contest (em português: Torneio dos Três Pontos) é um concurso da National Basketball Association (NBA), realizado no sábado antes do jogo All-Star anual, como parte do fim de semana All-Star (All-Star Weekend).
A edição de 2019 do concurso envolveu dez participantes. Desde a sua introdução em 1986 a 2018, oito participantes foram selecionados para participar do tiroteio de cada temporada. Tyler Herro, do Miami Heat, é o vencedor mais recente do evento, realizado no Chase Center, em São Francisco.

## Regras
Neste concurso, os participantes tentam fazer o maior número possível de bolas de três pontos a partir de cinco posições atrás da linha dos três pontos. Os jogadores começam a arremessar de um canto da quadra e se movem de estação em estação ao longo do arco da linha de três até chegar ao outro canto. Em cada estação de tiro há um rack (carrinho) com cinco bolas de basquete. Das cinco bolas, quatro valem um ponto (as bolas de Spalding laranja padrão) e a quinta (uma bola vermelha / branca / azul no estilo ABA; geralmente apelidada de "bola do dinheiro - moneyball"), que vale dois pontos. O objetivo deste concurso é marcar o máximo de pontos possível em um minuto. Uma pontuação perfeita costumava ser 30 pontos. Desde o concurso de 2014, um rack composto apenas por "bolas de dinheiro" foi adicionado e pode ser colocado em qualquer uma das 5 estações da escolha do jogador, elevando a pontuação máxima possível para 34 pontos. No concurso de 2020, dois tiros adicionais no Mountain Dew (um pouco mais distante da linha de três) foram colocados em cada lado do perímetro, valendo três pontos cada. Isso aumentou a pontuação máxima possível para 40 e o limite de tempo foi aumentado de 60 para 70 segundos.
Na rodada de qualificação, cada jogador tem a chance de marcar o máximo de pontos possível. Os três jogadores com as melhores pontuações avançam para as finais. A rodada final é disputada da mesma maneira que a rodada de qualificação, mas os jogadores atiram de acordo com a ordem crescente de pontuação no primeiro turno. Em cada rodada, os tiros e a pontuação são confirmados pelo árbitro e pelo sistema de replay instantâneo da televisão. A rodada final será executada na direção inversa (canto esquerdo para direito de um atirador canhoto e vice-versa). No caso de empate, várias rodadas extras de 30 segundos (1 minuto na final) são disputadas para determinar o vencedor.

## Marcos
- Larry Bird, vencedor inaugural deste concurso, e Craig Hodges venceram três vezes consecutivas, enquanto Mark Price, Jeff Hornacek, Peja Stojakovic e Jason Kapono venceram duas vezes consecutivas cada.
- Craig Hodges detém o recorde de maior cestas feitas em uma rodada (21/25), bem como o maior número de cestas consecutivas (19).
- Stephen Curry (2021), Tyrese Haliburton (2023) e Buddy Hield (2025) detém o recorde com 31 pontos, todos na primeira rodada, embora no formato mais recente de 40 pontos.
- Detlef Schrempf e Michael Jordan compartilham o recorde de menos pontos marcados em qualquer rodada, com cinco em 1988 e 1990, respectivamente. [10]
- Kyrie Irving é o jogador mais jovem a vencer o concurso aos 20 anos.
- Rimas Kurtinaitis é o único jogador que não foi jogador da NBA a participar do concurso.
- Dirk Nowitzki e Karl-Anthony Towns são os únicos jogadores de 7 ft (2,13 m ou mais) a vencerem o concurso.

## Vencedores

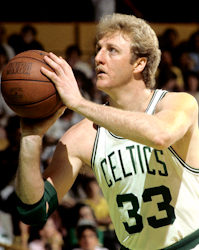
Larry Bird venceu o torneio três vezes consecutivas jogando pelo Boston Celtics.

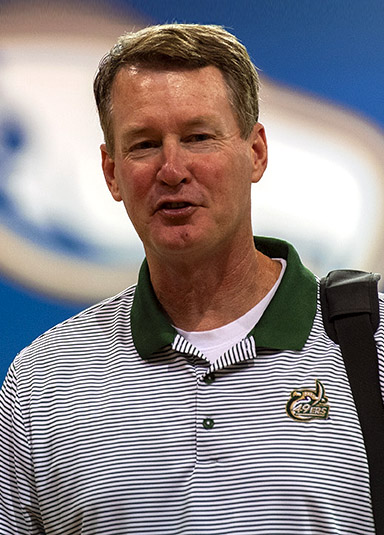
Mark Price venceu o torneio em 1993 e 1994 jogando pelo Cleveland Cavaliers.

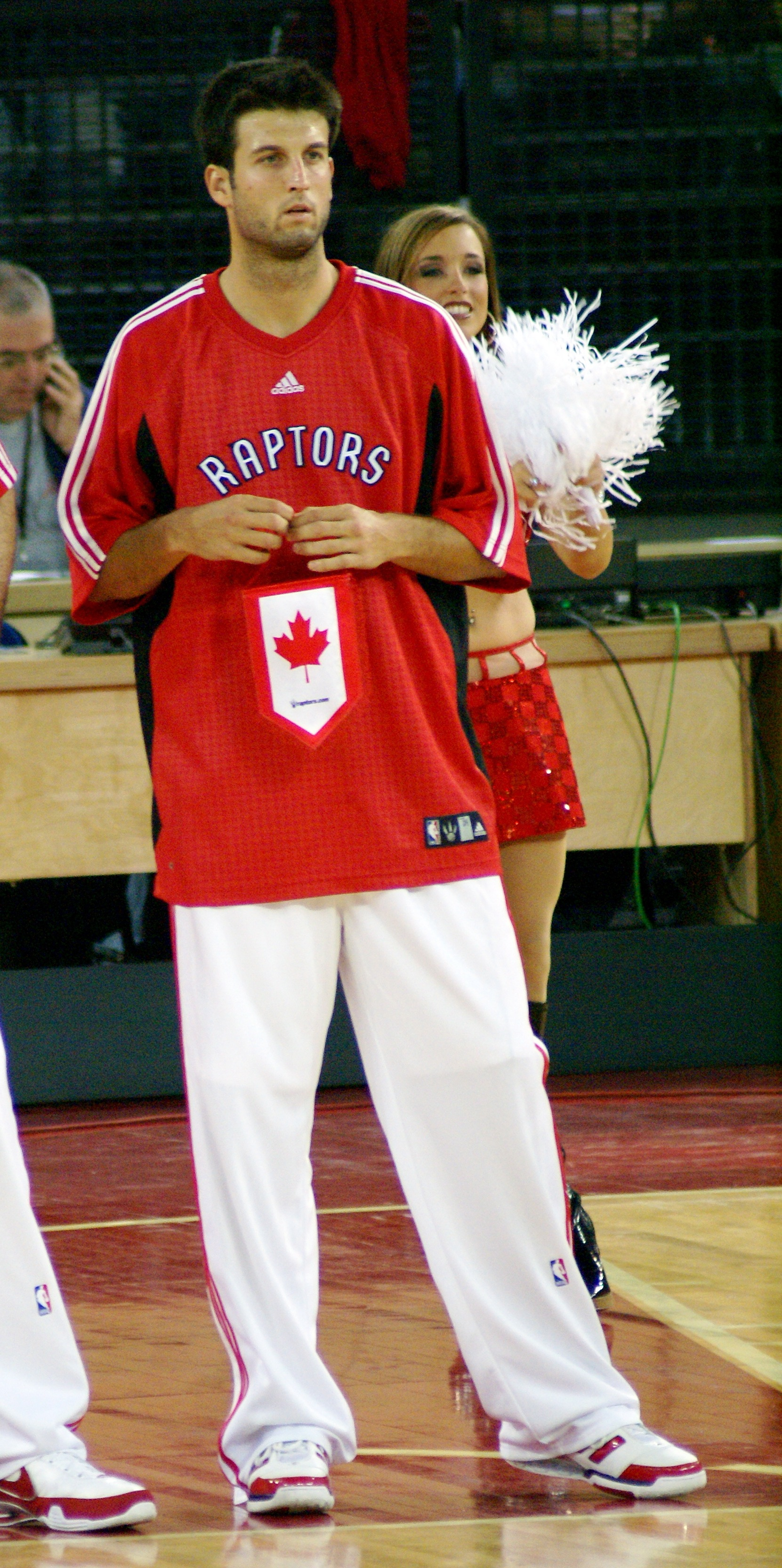
Jason Kapono venceu o torneio em 2007 e 2008 enquanto jogava pelo Toronto Raptors e Miami Heat, respectivamente.

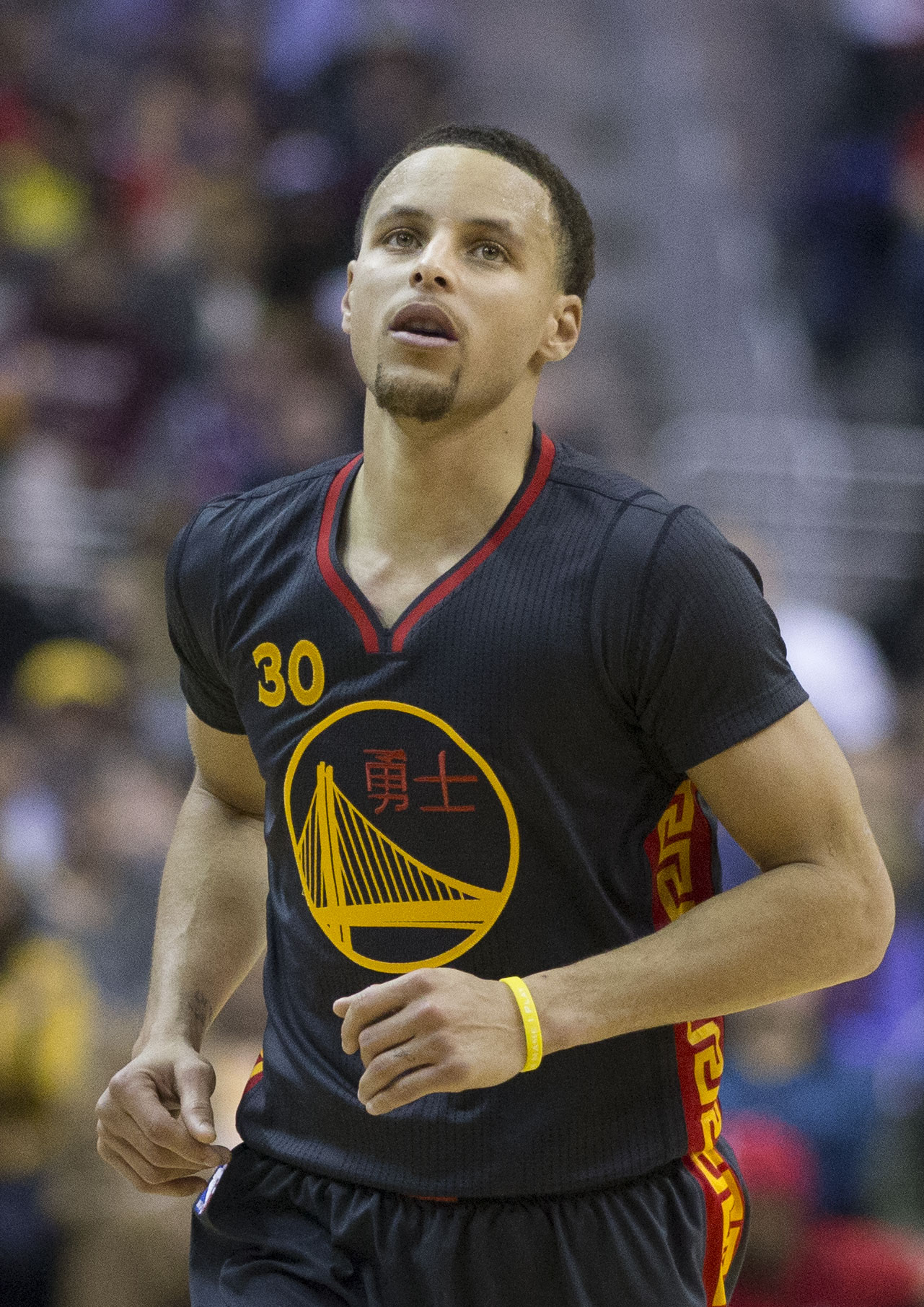
Stephen Curry, considerado o maior arremessador da história do basquete venceu em 2015 e 2021 jogando pelo Golden State Warriors. Ele detém o recorde de mais pontos, 31 em 2021 e o segundo com mais bolas consecutivas, 13 em 2015.

| # | Jogador         | Primeiro lugar | Segundo lugar | Participações |
| - | --------------- | -------------- | ------------- | ------------- |
| 1 | Craig Hodges    | 3              | 2             | 8             |
| 2 | Larry Bird      | 3              | 0             | 4             |
| 3 | Peja Stojakovic | 2              | 2             | 5             |
| 4 | Stephen Curry   | 2              | 1             | 7             |
| 5 | Jeff Hornacek   | 2              | 0             | 3             |
| 5 | Mark Price      | 2              | 0             | 4             |
| 5 | Jason Kapono    | 2              | 0             | 3             |
| 5 | Damian Lillard  | 2              | 0             | 5             |

| ^            | Jogadores que ainda estão ativos                      |
| *            | Jogador eleito para o Basketball Hall of Fame         |
| Jogador (#)  | Número de vitórias                                    |
| Time (#)     | Número de vitórias de jogadores jogando por esse time |
| Location (#) | Número de vezes que a cidade foi sede do torneio      |

| Ano        | Local                             | Jogador                           | Time                              | Pontos/Máx.                       |
| ---------- | --------------------------------- | --------------------------------- | --------------------------------- | --------------------------------- |
| 1985-86    | Dallas, TX                        | Larry Bird*                       | Boston Celtics                    | 23 / 30                           |
| 1986-87    | Seattle, WA                       | Larry Bird* (2)                   | Boston Celtics (2)                | 16 / 30                           |
| 1987-88    | Chicago, IL                       | Larry Bird* (3)                   | Boston Celtics (3)                | 17 / 30                           |
| 1988-89    | Houston, TX                       | Dale Ellis                        | Seattle SuperSonics               | 19 / 30                           |
| 1989-90    | Miami, FL                         | Craig Hodges                      | Chicago Bulls                     | 19 / 30                           |
| 1990-91    | Charlotte, NC                     | Craig Hodges (2)                  | Chicago Bulls (2)                 | 17 / 30                           |
| 1991-92    | Orlando, FL                       | Craig Hodges (3)                  | Chicago Bulls (3)                 | 16 / 30                           |
| 1992-93    | Salt Lake City, UT                | Mark Price                        | Cleveland Cavaliers               | 18 / 30                           |
| 1993-94    | Minneapolis, MN                   | Mark Price (2)                    | Cleveland Cavaliers (2)           | 24 / 30                           |
| 1994-95    | Phoenix, AZ                       | Glen Rice                         | Miami Heat                        | 17 / 30                           |
| 1995-96    | San Antonio, TX                   | Tim Legler                        | Washington Bullets                | 20 / 30                           |
| 1996-97    | Cleveland, OH                     | Steve Kerr                        | Chicago Bulls (4)                 | 22 / 30                           |
| 1997-98    | New York, NY                      | Jeff Hornacek                     | Utah Jazz                         | 16 / 30                           |
| 1998-99[a] | Cancelado em função do lockout[a] | Cancelado em função do lockout[a] | Cancelado em função do lockout[a] | Cancelado em função do lockout[a] |
| 1999-00    | Oakland, CA                       | Jeff Hornacek (2)                 | Utah Jazz (2)                     | 13 / 30                           |
| 2000-01    | Washington, D.C.                  | Ray Allen*                        | Milwaukee Bucks                   | 19 / 30                           |
| 2001-02    | Filadélfia, PA                    | Peja Stojakovic                   | Sacramento Kings                  | 19 / 30[b]                        |
| 2002-03    | Atlanta, GA                       | Peja Stojakovic (2)               | Sacramento Kings (2)              | 22 / 30[b]                        |
| 2003-04    | Los Angeles, CA                   | Voshon Lenard                     | Denver Nuggets                    | 18 / 30                           |
| 2004-05    | Denver, CO                        | Quentin Richardson                | Phoenix Suns                      | 19 / 30                           |
| 2005-06    | Houston, TX (2)                   | Dirk Nowitzki                     | Dallas Mavericks                  | 18 / 30                           |
| 2006-07    | Las Vegas, NV                     | Jason Kapono                      | Miami Heat (2)                    | 24 / 30                           |
| 2007-08    | New Orleans, LA                   | Jason Kapono (2)                  | Toronto Raptors                   | 25 / 30                           |
| 2008-09    | Phoenix, AZ (2)                   | Daequan Cook                      | Miami Heat (3)                    | 19 / 30[b]                        |
| 2009-10    | Dallas, TX (2)                    | Paul Pierce*                      | Boston Celtics (4)                | 20 / 30                           |
| 2010-11    | Los Angeles, CA (2)               | James Jones                       | Miami Heat (4)                    | 20 / 30                           |
| 2011-12    | Orlando, FL (2)                   | Kevin Love^                       | Minnesota Timberwolves            | 17 / 30[b]                        |
| 2012-13    | Houston, TX (3)                   | Kyrie Irving^                     | Cleveland Cavaliers (3)           | 23 / 30                           |
| 2013-14    | New Orleans, LA (2)               | Marco Belinelli^                  | San Antonio Spurs                 | 24[b] / 34[c]                     |
| 2014-15    | Brooklyn, New York City, NY (2)   | Stephen Curry^                    | Golden State Warriors             | 27 / 34[c]                        |
| 2015-16    | Toronto, ON, Canadá               | Klay Thompson^                    | Golden State Warriors (2)         | 27 / 34[c]                        |
| 2016-17    | New Orleans, LA (3)               | Eric Gordon^                      | Houston Rockets                   | 21[b] / 34[c]                     |
| 2017-18    | Los Angeles, CA (3)               | Devin Booker^                     | Phoenix Suns (2)                  | 28 / 34[c]                        |
| 2018-19    | Charlotte, NC (2)                 | Joe Harris                        | Brooklyn Nets                     | 26 / 34[c]                        |
| 2019-20    | Chicago, IL (2)                   | Buddy Hield^                      | Sacramento Kings (3)              | 27 / 40[c]                        |
| 2020-21    | Atlanta, GA (2)                   | Stephen Curry^ (2)                | Golden State Warriors (3)         | 31 / 40[c]                        |
| 2021-22    | Cleveland, OH (2)                 | Karl-Anthony Towns^               | Minnesota Timberwolves (2)        | 29 / 40[c]                        |
| 2022-23    | Salt Lake City, UT (2)            | Damian Lillard^                   | Portland Trail Blazers            | 26 / 40[c]                        |
| 2023-24    | Indianápolis, IN                  | Damian Lillard^ (2)               | Milwaukee Bucks (2)               | 26 / 40[c]                        |
| 2024-25    | São Francisco, CA                 | Tyler Herro^                      | Miami Heat (5)                    | 24 / 40[c]                        |

Three-Point Contest campeonatos por franquia
| Títulos | Franquia                                  | Última vez |
| ------- | ----------------------------------------- | ---------- |
| 5       | Miami Heat                                | 2025       |
| 4       | Boston Celtics                            | 2010       |
| 4       | Chicago Bulls                             | 1997       |
| 3       | Sacramento Kings                          | 2020       |
| 3       | Cleveland Cavaliers                       | 2013       |
| 3       | Golden State Warriors                     | 2021       |
| 2       | Phoenix Suns                              | 2018       |
| 2       | Utah Jazz                                 | 2000       |
| 2       | Minnesota Timberwolves                    | 2022       |
| 2       | Milwaukee Bucks                           | 2024       |
| 1       | Portland Trail Blazers                    | 2023       |
| 1       | Brooklyn Nets                             | 2019       |
| 1       | Houston Rockets                           | 2017       |
| 1       | San Antonio Spurs                         | 2014       |
| 1       | Toronto Raptors                           | 2008       |
| 1       | Dallas Mavericks                          | 2006       |
| 1       | Denver Nuggets                            | 2004       |
| 1       | Washington Bullets/Wizards                | 1996       |
| 1       | Oklahoma City Thunder/Seattle SuperSonics | 1989       |

## Participantes
| Jogador (em negrito) | Os campeões             |
| Jogador (#)          | Número de participações |

| Temporada  | Jogadores |
| ---------- | --- |
| 1985-86    | Larry Bird, Dale Ellis, Sleepy Floyd, Craig Hodges, Norm Nixon, Kyle Macy, Trent Tucker, Leon Wood                                                              |
| 1986-87    | Danny Ainge, Larry Bird (2), Michael Cooper, Dale Ellis (2), Craig Hodges (2), Detlef Schrempf, Byron Scott, Kiki Vandeweghe                                    |
| 1987-88    | Danny Ainge (2), Larry Bird (3), Dale Ellis (3), Craig Hodges (3), Mark Price, Detlef Schrempf (2), Byron Scott (2), Trent Tucker (2)                           |
| 1988-89    | Michael Adams, Danny Ainge (3), Dale Ellis (4), Derek Harper, Gerald Henderson, Craig Hodges (4), Rimas Kurtinaitis, Reggie Miller, Jon Sundvold                |
| 1989-90    | Larry Bird (4), Craig Ehlo, Bobby Hansen, Craig Hodges (5), Michael Jordan, Reggie Miller (2), Mark Price (2), Jon Sundvold (2)                                 |
| 1990-91    | Danny Ainge (4), Clyde Drexler, Tim Hardaway, Hersey Hawkins, Craig Hodges (6), Terry Porter, Glen Rice, Dennis Scott                                           |
| 1991-92    | Dell Curry, Craig Ehlo (2), Craig Hodges (7), Jeff Hornacek, Jim Les, Dražen Petrović, Mitch Richmond, John Stockton                                            |
| 1992-93    | B. J. Armstrong, Dana Barros, Craig Hodges (8), Dan Majerle, Reggie Miller (3), Terry Porter (2), Mark Price (3), Kenny Smith                                   |
| 1993-94    | B. J. Armstrong (2), Dana Barros (2), Dell Curry (2), Dale Ellis (5), Steve Kerr, Eric Murdock, Mark Price (4), Mitch Richmond (2)                              |
| 1994-95    | Nick Anderson, Dana Barros (3), Scott Burrell, Steve Kerr (2), Dan Majerle (2), Reggie Miller (4), Chuck Person, Glen Rice (2)                                  |
| 1995-96    | Dana Barros (4), Hubert Davis, Steve Kerr (3), Tim Legler, George McCloud, Glen Rice (3), Dennis Scott (2), Clifford R. Robinson                                |
| 1996-97    | Dale Ellis (6), Steve Kerr (4), Tim Legler (2), Terry Mills, Sam Perkins, Glen Rice (4), John Stockton (2), Walt Williams                                       |
| 1997-98    | Hubert Davis (2), Dale Ellis (7), Jeff Hornacek (2), Sam Mack, Reggie Miller (5), Tracy Murray, Glen Rice (5), Charlie Ward                                     |
| 1998-99[a] | Cancelado devido ao lockout |
| 1999-00    | Ray Allen, Mike Bibby, Hubert Davis (3), Jeff Hornacek (3), Allen Iverson, Dirk Nowitzki, Terry Porter (3), Bob Sura                                            |
| 2000-01    | Ray Allen (2), Pat Garrity, Allan Houston, Rashard Lewis, Dirk Nowitzki (2), Steve Nash, Bryon Russell, Peja Stojakovic                                         |
| 2001-02    | Ray Allen (3), Wesley Person, Mike Miller, Steve Nash (2), Paul Pierce, Quentin Richardson, Steve Smith, Peja Stojakovic (2)                                    |
| 2002-03    | Brent Barry, Pat Garrity (2), Wesley Person (2), Peja Stojakovic (3), Antoine Walker, David Wesley                                                              |
| 2003-04    | Chauncey Billups, Kyle Korver, Voshon Lenard, Rashard Lewis (2), Cuttino Mobley, Peja Stojakovic (4)                                                            |
| 2004-05    | Ray Allen (4), Joe Johnson, Voshon Lenard (2), Kyle Korver (2), Vladimir Radmanović, Quentin Richardson (2)                                                     |
| 2005-06    | Gilbert Arenas, Ray Allen (5), Chauncey Billups (2), Dirk Nowitzki (3), Quentin Richardson (3), Jason Terry                                                     |
| 2006-07    | Gilbert Arenas (2), Damon Jones, Jason Kapono, Mike Miller (2), Dirk Nowitzki (4), Jason Terry (2)                                                              |
| 2007-08    | Daniel Gibson, Richard Hamilton, Jason Kapono (2), Steve Nash (3), Dirk Nowitzki (5), Peja Stojaković (5)                                                       |
| 2008-09    | Mike Bibby (2), Daequan Cook, Danny Granger, Jason Kapono (3), Rashard Lewis (3), Roger Mason                                                                   |
| 2009-10    | Chauncey Billups (3), Daequan Cook (2), Stephen Curry, Channing Frye, Danilo Gallinari, Paul Pierce (2)                                                         |
| 2010-11    | Ray Allen (6), Kevin Durant, Daniel Gibson (2), James Jones, Paul Pierce (3), Dorell Wright                                                                     |
| 2011-12    | Ryan Anderson, Mario Chalmers, James Jones (2), Anthony Morrow, Kevin Love, Kevin Durant (2)                                                                    |
| 2012-13    | Ryan Anderson (2), Matt Bonner, Stephen Curry (2), Paul George, Kyrie Irving, Steve Novak                                                                       |
| 2013-14    | Arron Afflalo, Bradley Beal, Marco Belinelli, Stephen Curry (3), Kyrie Irving (2), Joe Johnson (2), Damian Lillard, Kevin Love (2)                              |
| 2014-15    | Marco Belinelli (2), Stephen Curry (4), James Harden, Kyrie Irving (3), Kyle Korver (3), Wesley Matthews, J.J. Redick, Klay Thompson                            |
| 2015-16    | Devin Booker, James Harden (2), Kyle Lowry, Khris Middleton, J.J. Redick (2), Klay Thompson (2), C. J. McCollum[d]                                              |
| 2016-17    | Klay Thompson (3), C. J. McCollum (2), Kyle Lowry (2), Eric Gordon, Kyrie Irving (4), Kemba Walker, Nick Young, Wesley Matthews (2)                             |
| 2017-18    | Bradley Beal (2), Devin Booker (2), Wayne Ellington, Paul George (2), Tobias Harris, Klay Thompson (4), Eric Gordon (2)                                         |
| 2018-19    | Joe Harris, Kemba Walker (2), Khris Middleton, Seth Curry, Damian Lillard (2), Buddy Hield, Danny Green, Devin Booker (3), Dirk Nowitzki (6), Stephen Curry (6) |
| 2019-20    | Devin Booker (4), Buddy Hield (2), Trae Young, Joe Harris (2), Duncan Robinson, Zach LaVine, Devonte Graham, Davis Bertans                                      |
| 2020-21    | Donovan Mitchell, Stephen Curry (7), Mike Conley, Jayson Tatum, Zach LaVine (2), Jaylen Brown                                                                   |
| 2021-22    | Desmond Bane, Luke Kennard, C. J. McCollum (3), Patty Mills, Zach LaVine (3), Karl-Anthony Towns, Fred VanVleet, Trae Young (2)                                 |
| 2022-23    | Jayson Tatum (2), Buddy Hield (3), Damian Lillard (3), Tyler Herro, Kevin Huerter, Julius Randle, Tyrese Haliburton, Lauri Markkanen                            |
| 2023-24    | Damian Lillard (4), Tyrese Haliburton (2), Donovan Mitchell (2), Lauri Markkanen (2), Jalen Brunson, Karl-Anthony Towns (2), Malik Beasley                      |
| 2024-25    | Jalen Brunson (2), Cade Cunningham, Darius Garland, Tyler Herro (2), Buddy Hield (4), Cameron Johnson, Damian Lillard (5), Norman Powell                        |

## Recordes
Fontes:
| Jogador           | Pontos/Max                                       | Ano  |
| ----------------- | ------------------------------------------------ | ---- |
| Stephen Curry     | 31 / 40[c] 28 / 36 sem 4 "money balls" extras    | 2021 |
| Tyrese Haliburton | 31 / 40[c] 28 / 36 sem 4 "money balls" extras    | 2023 |
| Devin Booker      | 28 / 34[c] 25 / 30 sem 4 "money balls" extras    | 2018 |
| Craig Hodges      | 25 / 30                                          | 1986 |
| Jason Kapono      | 25 / 30                                          | 2008 |
| Mark Price        | 24 / 30                                          | 1994 |
| Hubert Davis      | 24 / 30                                          | 1998 |
| Craig Hodges 2    | 24 / 30                                          | 1991 |
| Jason Kapono 2    | 24 / 30                                          | 2007 |
| Devin Booker      | 27 / 40[c]                                       | 2020 |
| Stephen Curry     | 27 / 34[c] 23 / 30 sem 4 "money balls" extras    | 2019 |
| Buddy Hield       | 27 / 40[c]                                       | 2020 |
| Stephen Curry     | 27 / 34[c] 23 / 30 sem 4 "money balls" extras    | 2015 |
| Klay Thompson     | 27 / 34[c] 23 / 30 sem 4 "money balls" extras    | 2016 |
| Buddy Hield       | 26 / 34[c]                                       | 2019 |
| Joe Harris        | 26 / 34[c] 22 / 30 sem 4 "money balls" extras    | 2019 |
| Davis Bertans     | 26 / 40[c]                                       | 2020 |
| Eric Gordon       | 25 / 34[c]                                       | 2017 |
| Klay Thompson 2   | 25 / 34 22 / 30 sem 4 "money balls" extras       | 2018 |
| Marco Belinelli   | 24[b] / 34[c] 22 / 30 sem 4 "money balls" extras | 2014 |
| Klay Thompson 3   | 24 / 34[c]                                       | 2015 |
| De 24 para cima   |                                                  |      |

| Jogador            | Pontos/Max                                       | Ano  |
| ------------------ | ------------------------------------------------ | ---- |
| Karl-Anthony Towns | 29 / 40[c]                                       | 2022 |
| Stephen Curry      | 28 / 40[c] 25 / 30 sem 4 "money balls" extras    | 2021 |
| Devin Booker       | 28 / 34[c] 25 / 30 sem 4 "money balls" extras    | 2018 |
| Jason Kapono       | 25 / 30                                          | 2008 |
| Mark Price         | 24 / 30                                          | 1994 |
| Jason Kapono 2     | 24 / 30                                          | 2007 |
| Damian Lillard     | 26 / 40[c] 23 / 30 sem 4 "money balls" extras    | 2023 |
| Stephen Curry      | 27 / 34[c] 23 / 30 sem 4 "money balls" extras    | 2015 |
| Klay Thompson      | 27 / 34[c] 23 / 30 sem 4 "money balls" extras    | 2016 |
| Kyrie Irving       | 23 / 30                                          | 2013 |
| Klay Thompson 2    | 25 / 34 22 / 30 sem 4 "money balls" extras       | 2018 |
| Joe Harris         | 26 / 34 22 / 30 sem 4 "money balls" extras       | 2019 |
| Marco Belinelli    | 24[b] / 34[c] 22 / 30 sem 4 "money balls" extras | 2014 |
| Buddy Hield        | 25 / 40[c] 22 / 30 sem 4 "money balls" extras    | 2023 |
| Larry Bird         | 22 / 30                                          | 1986 |
| Steve Kerr         | 22 / 30                                          | 1997 |
| Stephen Curry      | 24 / 34[c] 21 / 30 sem 4 "money balls" extras    | 2019 |
| Peja Stojakovic    | 22 / 30                                          | 2003 |
| Eric Gordon        | 21[b] / 34[c] 18 / 30 sem 4 "money balls" extras | 2017 |
| Tim Legler         | 20 / 30                                          | 1996 |
| Paul Pierce        | 20 / 30                                          | 2010 |
| James Jones        | 20 / 30                                          | 2011 |
| Matt Bonner        | 20 / 30                                          | 2013 |
| De 20 para cima    |                                                  |      |

| Jogador           | Cestas | Ano  |
| ----------------- | ------ | ---- |
| Craig Hodges      | 21     | 1986 |
| Craig Hodges 2    | 21     | 1991 |
| Stephen Curry 2   | 21     | 2021 |
| Mark Price        | 20     | 1994 |
| Jason Kapono      | 20     | 2008 |
| Kyrie Irving      | 20     | 2013 |
| Stephen Curry     | 20     | 2015 |
| Devin Booker      | 20     | 2018 |
| Tyrese Haliburton | 20     | 2023 |
| Buddy Hield       | 19     | 2020 |
| Hubert Davis      | 19     | 1998 |
| Jason Kapono 2    | 19     | 2007 |
| Larry Bird        | 18     | 1986 |
| Larry Bird 2      | 18     | 1988 |
| Tim Legler        | 18     | 1996 |
| Tim Legler 2      | 18     | 1996 |
| Gilbert Arenas    | 18     | 2007 |
| James Jones       | 18     | 2012 |
| Marco Belinelli   | 18     | 2014 |
| Klay Thompson     | 18     | 2016 |
| Eric Gordon       | 18     | 2017 |
| Klay Thompson 2   | 18     | 2018 |
| Peja Stojakovic   | 18     | 2003 |
| Damian Lillard    | 18     | 2023 |
| De 18 para cima   |        |      |

| Jogador         | Cestas | Ano  |
| --------------- | ------ | ---- |
| Craig Hodges    | 19     | 1991 |
| Stephen Curry   | 13     | 2015 |
| Joe Harris      | 12     | 2019 |
| Larry Bird      | 11     | 1986 |
| Hubert Davis    | 11     | 1996 |
| Stephen Curry 2 | 11     | 2016 |
| Jason Kapono    | 10     | 2008 |
| Ray Allen       | 10     | 2011 |
| Kyrie Irving    | 10     | 2013 |
| Stephen Curry 3 | 10     | 2019 |
| Mark Price      | 9      | 1994 |
| Dennis Scott    | 9      | 1991 |
| Steve Kerr      | 9      | 1997 |
| Kyle Korver     | 9      | 2004 |
| De 9 para cima  |        |      |